# Stefano Marzo
Pour les articles homonymes, voir Marzo.
Stefano Marzo, né le 22 mars 1991 à Lommel en Belgique, est un footballeur belge qui joue au poste de défenseur au RFC Liège.

## Biographie

### En club
Il joue un match en Ligue Europa avec le PSV Eindhoven.
Avec le SC Heerenveen, il dispute 107 matchs en première division néerlandaise, inscrivant un but.